# میروسلاو بریچ
میروسلاو بریچ (سیریلیک صربی: Мирослав "Мића" Берић؛ زادهٔ ۲۰ ژانویهٔ ۱۹۷۳) بازیکن بسکتبال اهل صربستان است.
از باشگاه‌هایی که در آن بازی کرده‌است می‌توان به باشگاه بسکتبال پارتیزان اشاره کرد.
وی در مسابقات کشوری و بین‌المللی در مجموع برندهٔ ۳ مدال طلا، ۱ مدال نقره شده‌است.